# Stefan Sutkowski
Stefan Sutkowski (* 7. März 1932 in Warschau; † 22. April 2017 ebenda) war ein polnischer Oboist, Musikologe und Gründer sowie langjähriger Leiter der Warschauer Kammeroper.

## Leben
Sutkowski studierte Oboe an der Staatlichen Musikhochschule in Warschau und schloss sein Studium 1955 mit einem Diplom ab. An der Universität Warschau schloss er 1959 sein Studium der Musikwissenschaft ab. Daneben spielte er als Oboist von 1954 bis 1974 im Sinfonieorchester der Nationalphilharmonie Warschau. Zudem organisierte er 1957 das Orchester Musicae Antiquae Collegium Varsoviense, das als erste Gruppe in Polen alte Musikstücke auf originalen Instrumenten der jeweiligen Epoche spielte. An der Nationalphilharmonie gründete er 1961 die Kammerbühne, die der Ursprung der Warschauer Kammeroper war. Dort war er viele Jahre lang als leitender und künstlerischer Direktor tätig. Zu Ehren des 200. Todestages von Wolfgang Amadeus Mozart organisierte Sutkowski 1991 das erste Mozartfestival, bei dem alle 26 Bühnenstücke sowie Oratorien, Sinfonien, Kammer- und Orgelstücke dieses Komponisten aufgeführt wurden. Den Verlag Sutkowski Edition Warsaw gründete Sutkowski 1992, in dem eine mehrbändige Musikgeschichte Polens auch in einer englischen Version veröffentlicht wurde. Im Oktober 1993 organisierte er das erste Festival der Barockopern, aus der das seit 1995 jährlich stattfindende Monteverdi-Festival hervorging. Es folgte 1999 ein Festival zu Ehren Gioacchino Rossinis und 2000 wurde das alljährliche Festival der altpolnischen Oper ins Leben gerufen. Zum 400. Jahrestag der Oper organisierte Sutkowski von 2000 bis 2001 ein Festival, in dessen Rahmen 57 Opern aufgeführt wurden. Zur Feier des Beitritts Polens in die Europäische Union wurde auf Sutkowskis Initiative 2004 ein einjähriges Musikspektakel unter dem Namen Oda do Europy (Ode an Europa) veranstaltet, das 83 Opernaufführungen und 53 Konzerte umfasste.
2018 wurde der Dokumentarfilm Stefan Sutkowski i inni kochankowie muzyki (Stefan Sutkowski und andere Liebhaber der Musik) in der Regie von Ryszard Maciej Nyczka veröffentlicht.

## Auszeichnungen (Auswahl)
- 1992: Komturorden Polonia Restituta
- 1995: Paszport Polityki in der Kategorie Klassische Musik
- 1996: Großoffiziersorden Polonia Restituta
- 2001: Großkreuz Polonia Restituta
- 2006: Gloria-Artis-Goldmedaille für kulturelle Verdienste